# 9-та армія (Франція)
9-та а́рмія  (фр. IXe Armée) — польова армія сухопутних військ Франції за часів Першої та Другої світових війн.

## Історія
9-та французька армія була сформована 29 серпня 1914 року у відповідності до французького плану XVII підготовки до збройного конфлікту з Німецькою імперією.

## Командування

### Командувачі
1-ша світова війна
- 1-ше формування:
  - дивізійний генерал Фердинанд Фош (29 серпня — 5 жовтня 1914);
- 2-ге формування:
  - бригадний генерал Антуан де Мітрі (фр. Antoine de Mitry) (6 липня — 7 серпня 1918);

2-га світова війна
- генерал армійського корпусу, з січня 1940 армійський генерал Анрі Жорж Кора (фр. André Georges Corap) (15 жовтня 1939 — 15 квітня 1940);
- армійський генерал Анрі Жиро (фр. Henri Giraud) (15 квітня — 19 травня 1940);